# Acacia fimbriata
Espèce
Acacia fimbriata est une espèce de plantes à fleurs de la famille des Fabacées. C'est un arbuste originaire d'Australie.

## Description
C'est un arbuste de 6 mètres de haut aux fleurs jaunes.

## Répartition et habitat
Il est originaire des régions côtières et des plateaux avoisinants de l'est de l'Australie.